# Ernst Hölder

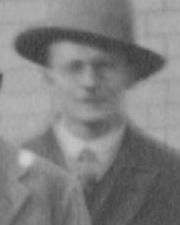
Ernst Hölder, 1930 in Jena

Ernst Hölder (* 2. April 1901 in Leipzig; † 30. Juni 1990 in Mainz) war ein deutscher Mathematiker.

## Leben
Der Sohn des Leipziger Mathematikers Otto Hölder erhielt seine Schulbildung auf dem Königin-Carola-Gymnasium, das er 1920 mit dem Reifezeugnis verließ. Anschließend studierte an der Universität Leipzig und wurde hier 1926 bei Leon Lichtenstein mit der Dissertation Gleichgewichtsfiguren rotierender Flüssigkeiten mit Oberflächenspannung zum Dr. rer. nat promoviert. Anschließend arbeitete er als Assistent, ab 1929 als Privatdozent am Mathematischen Institut in Leipzig. Von 1939 bis 1945 wirkte er an der Luftfahrtforschungsanstalt in Braunschweig.
Von 1946 bis 1957 war er Direktor des Mathematischen Instituts der Universität Leipzig. Dann nahm er einen Ruf an die Universität Mainz an.

## Wirken
Hölder arbeitete vor allem auf dem Gebiet der mathematischen Physik. In Leipzig führte er die Lichtensteinsche Schule fort.

## Mitgliedschaften
Hölder war ab 1948 Mitglied der Sächsischen Akademie der Wissenschaften und ab 1952 der Deutschen Akademie der Naturforscher Leopoldina. 1955 wurde er zum Ordentlichen Mitglied der damaligen Deutschen Akademie der Wissenschaften zu Berlin gewählt.